# Secrets of a Co-Ed
Secrets of a Co-Ed is een Amerikaanse misdaadfilm uit 1942 onder regie van Joseph H. Lewis.

## Verhaal
Brenda Reynolds is de mooie dochter van een rijke advocaat, die haar studie wil stopzetten. De decaan verbiedt haar de slaapzaal te verlaten, maar zij lapt dat verbod aan haar laars. Intussen pleegt de crimineel Nick Jordan een moord en hij slaat op de vlucht met zijn handlanger Soapy. Ze hebben een aanrijding met Brenda en stoppen om haar te helpen.

## Rolverdeling
| Acteur              | Personage             |
| ------------------- | --------------------- |
| Otto Kruger         | James Reynolds        |
| Tina Thayer         | Brenda Reynolds       |
| Rick Vallin         | Nick Jordan           |
| Russell Hoyt        | Bill                  |
| Marcia Mae Jones    | Laura Wright          |
| Geraldine Spreckels | Tessie Smith          |
| Diana Del Rio       | Maria                 |
| Herb Vigran         | Soapy                 |
| Patricia Knox       | Flo                   |
| Claire Rochelle     | Juffrouw Wilson       |
| Addison Richards    | Officier van justitie |
| Isabel La Mal       | Decaan Sophie         |